# PPG Paints Arena
Le PPG Paints Arena (anciennement le Consol Energy Center) est une salle omnisports située à Pittsburgh en Pennsylvanie.
Il s'agit de la patinoire des Penguins de Pittsburgh de la Ligue nationale de hockey depuis 2010. La salle a une capacité de 18 087 places pour le hockey sur glace, 19 100 pour le basket-ball, 14 536 pour les concerts en configuration end-stage et les spectacles puis 19 758 pour les concerts center-stage. Elle possède 66 suites de luxe (62 suites, 4 party suites), 1 950 sièges de club et 236 Loge Box Seats.

## Histoire
Au début de la saison 2006-07, les Penguins sont à la recherche de solutions pour construire une nouvelle salle moins onéreuse et plus moderne que la Mellon Arena. Le 28 novembre 2006, Gary Bettman, commissaire de la LNH, déclare que la seule possibilité pour que les Penguins restent à Pittsburgh serait que le projet de construction d’une enceinte par le groupe Isle of Capri Casinos soit accepté. Ce projet, baptisé Pittsburgh First, prévoit de mettre en place une nouvelle patinoire avec des salles de jeux et autre commodités pour les fans.
La décision rendue le 20 décembre 2006 n'est pas favorable aux Penguins et le projet du groupe Isle of Capri est rejeté. Les Penguins sont alors à la recherche d'une solution et le 3 janvier 2007, une délégation de personnalités des Penguins (dont Mario Lemieux) se rend à Kansas City (Missouri) qui est en train de construire une nouvelle patinoire et serait prêt à accueillir la franchise.
Finalement, le dénouement se joue le 13 mars 2007 : depuis la veille, une rumeur, annonçant que les Penguins ne partiraient pas, circule sur internet et quelques heures avant le match du 13 contre les Sabres de Buffalo, la nouvelle est rendue publique par le gouverneur de l'État, Ed Rendell, le maire de Pittsburgh, Luke Ravenstahl, ainsi que les dirigeants de la franchise : les Penguins vont rester à Pittsburgh pour au moins encore 30 ans avec un projet de construction d'un nouvel aréna, dans le même quartier que la Mellon Arena. Cette nouvelle construction de 290 millions de dollars sera cofinancé par plusieurs partis dont les Penguins de Pittsburgh. La salle devra ouvrir ses portes au cours de la saison 2010-2011 et le Mellon Arena sera alors rasé. Lors des négociations, les Penguins étudiaient la possibilité de déplacer la franchise à Kansas City ou à Las Vegas.
Le 22 mars 2008, la démolition de l'ancien hôpital St. Francis Central est réalisée. Cette démolition entre dans l'ensemble des démolitions réalisées sur le futur emplacement de la patinoire des Penguins.
Le 8 avril 2008, HOK Sport Venue Event présente les résultats de ses travaux à la commission de Pittsburgh et reçoit une évaluation négative. L'architecte local, Rob Pfaffmann, va même jusqu'à dire: « Si je mets un signe Home Depot sur la façade, il ressemble à un Home Depot ». HOK Sport revient le 6 mai avec de nouveaux plans, unanimement approuvés par la City Planning Commission.
À l'origine, le projet devait coûter environ 290 millions de dollars américains, mais le coût est passé à $321 millions en raison de l'augmentation du prix des matériaux de construction,.
En décembre 2008, la salle est officiellement nommée Consol Energy Center à la suite de l'achat des droits par la société Consol Energy pour 21 ans.
La première rencontre officielle de la LNH disputée au Consol Energy Center a lieu le 7 octobre 2010 entre Penguins de Pittsburgh et Flyers de Philadelphie. Ces derniers l'emportent 3-2 alors que le premier but est inscrit par Daniel Brière, des Flyers, en supériorité numérique au bout de 2 minutes 51 de la deuxième période ; il a trompé la vigilance du gardien Marc-André Fleury sur une passe de Mike Richards. Le premier match que joue les Penguins sur leur nouvelle patinoire est un match préparatoire de la saison. Ils jouent alors le 22 septembre contre les Red Wings de Détroit et l'emportent 5-1. Mike Comrie inscrit le premier but de la rencontre.
En octobre 2016, le Consol Energy Center est renommé le PPG Paints Arena pour une durée de 20 ans, après que PPG Industries ait repris les droits d'appellation.

## Événements
- Concert de Paul McCartney, 18 août 2010
- Concert de Madonna (The MDNA Tour), 6 novembre 2012
- Concerts de Lady Gaga : (The Monster Ball Tour) le 5 septembre 2010, (artRAVE : The ARTPOP Ball) le 8 mai 2014 et dernièrement Joanne World Tour le 20 novembre 2017
- Premier match officiel dans la Ligue nationale de hockey, le 7 octobre 2010, les Penguins de Pittsburgh jouent alors contre les Flyers de Philadelphie, qui l'emportent 3 à 2[17].
- 1er et 2d tours du tournoi du championnat NCAA de basket-ball, 15 et 17 mars 2012
- WWE Survivor Series 2012, 18 novembre 2012
- NCAA Frozen Four, 2013
- WWE Royal Rumble (2014), 26 janvier 2014
- WWE Roadblock 2016, 18 décembre 2016
- Concert de Madonna (The Celebration Tour), le 5 février 2024

## Galerie

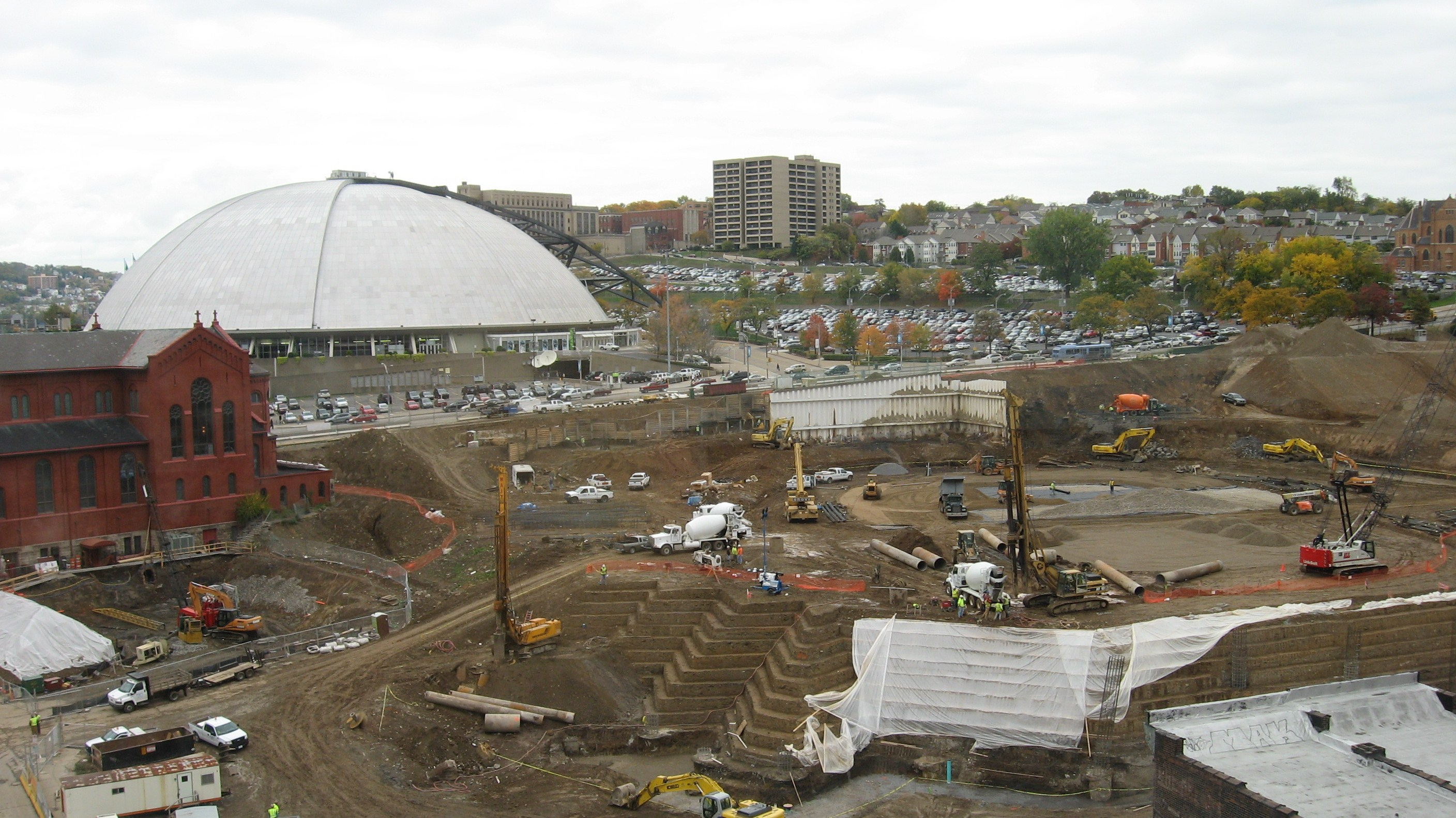
Avancement des travaux en octobre 2008
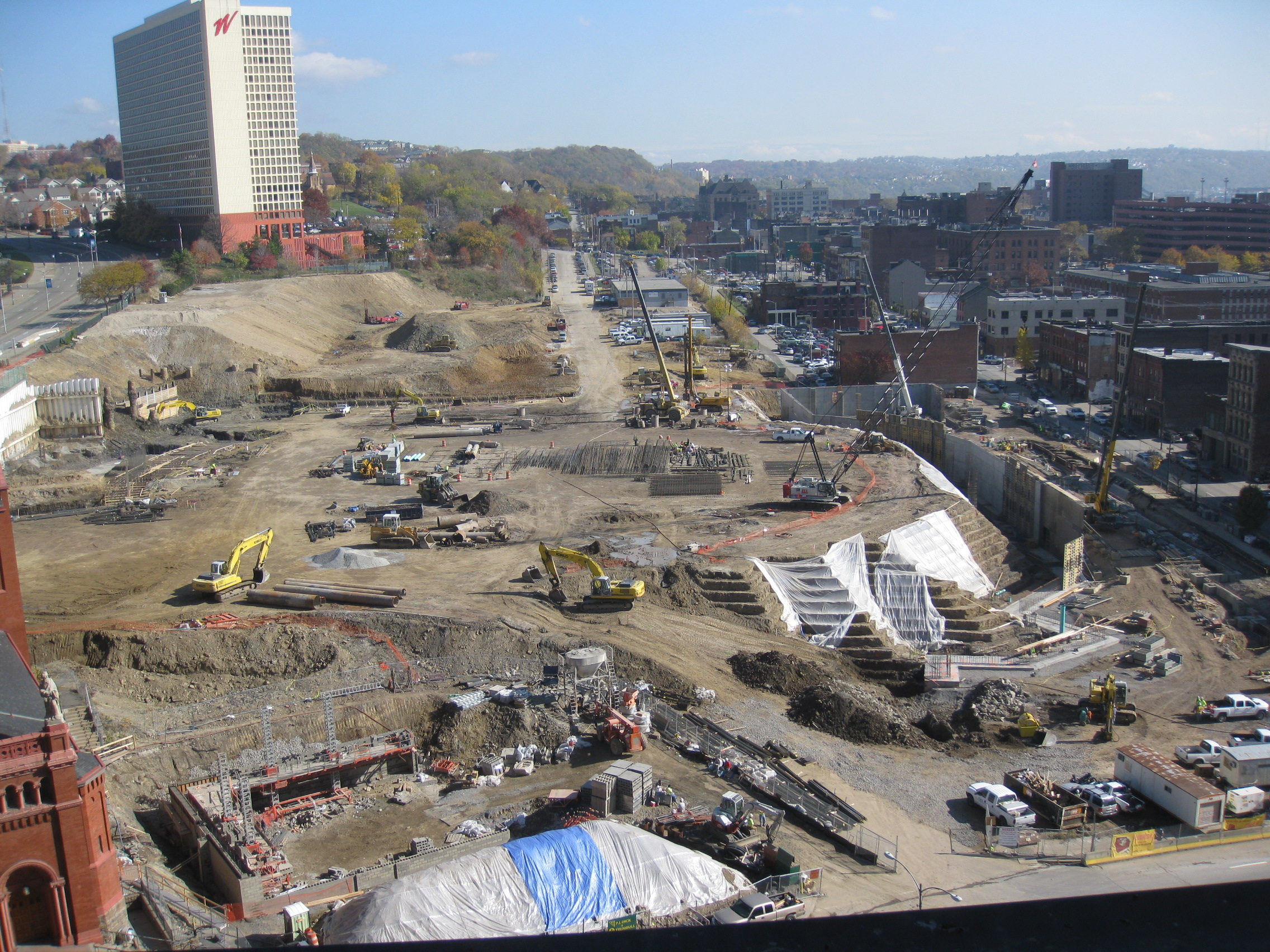
En novembre 2008
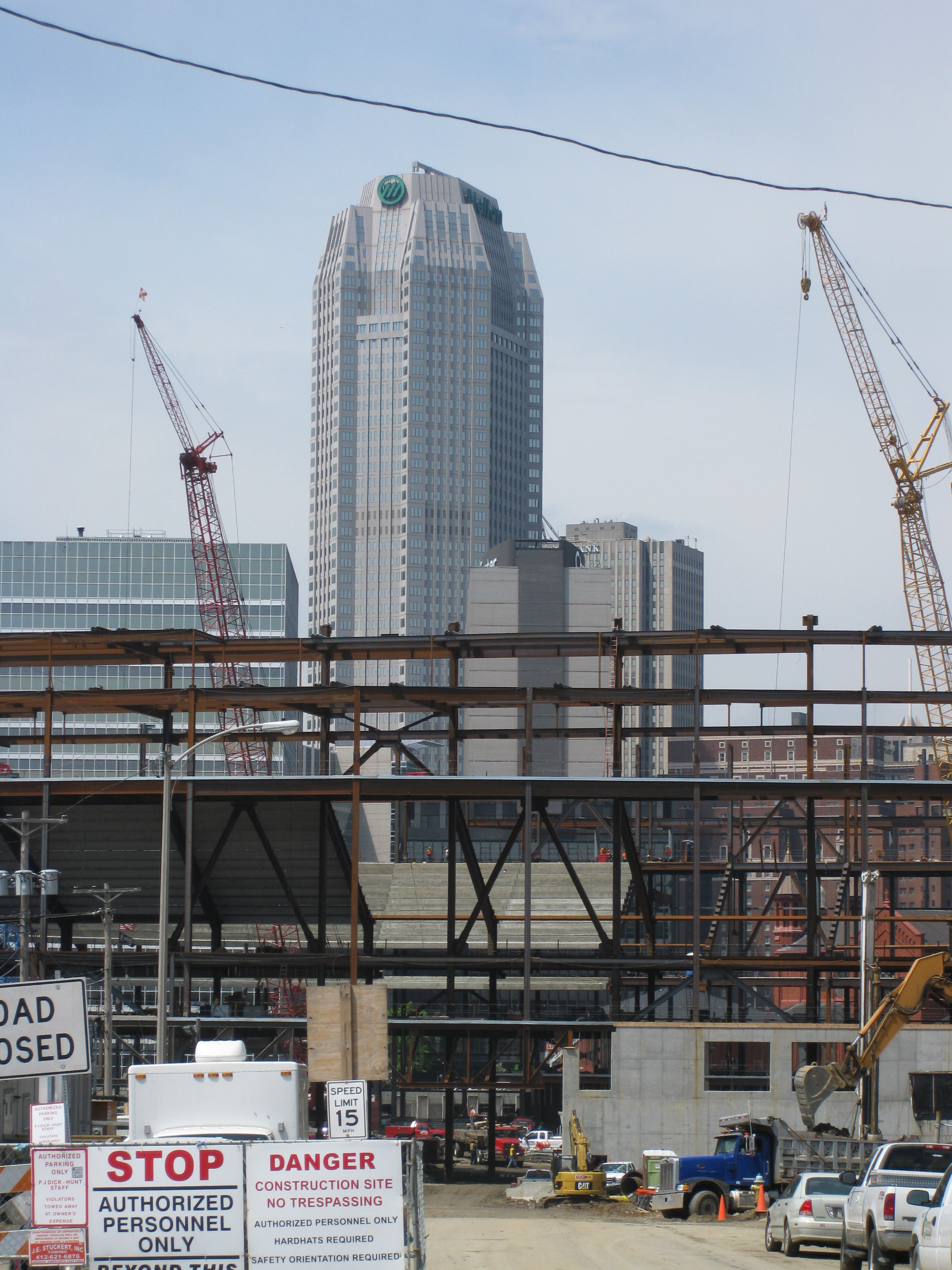
En mai 2009
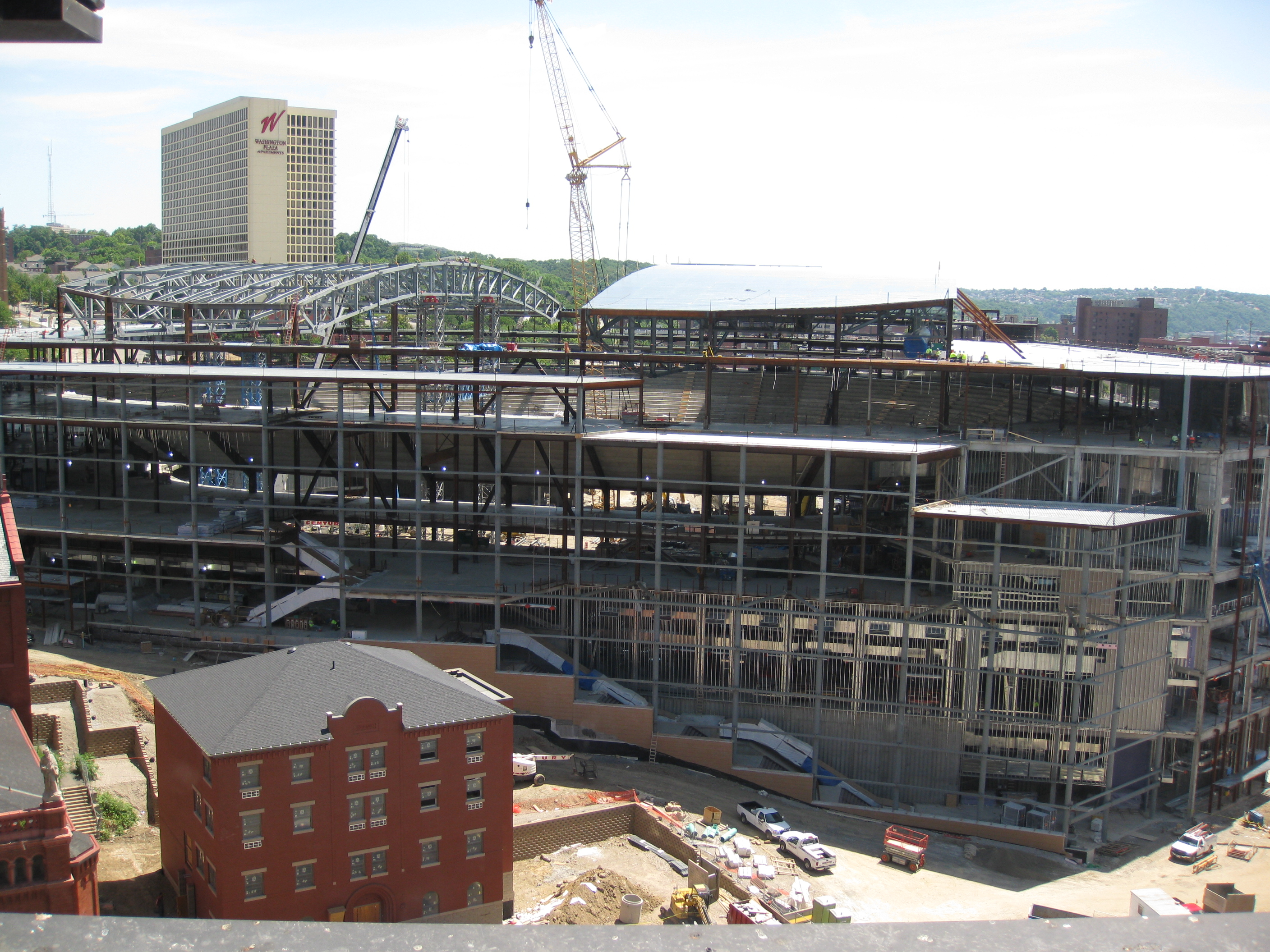
En juillet 2009
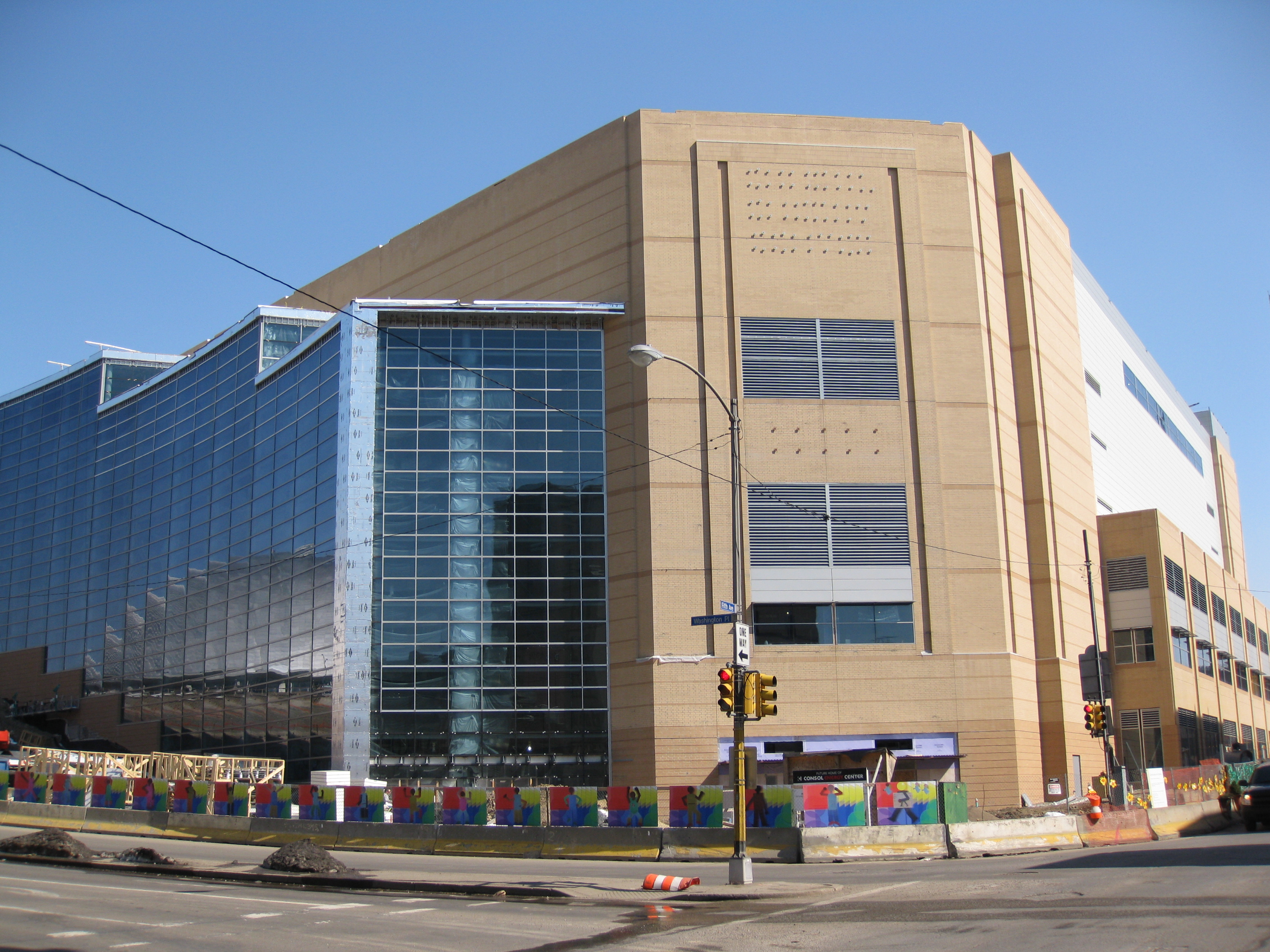
En mars 2010
Panorama intérieur
Logo de 2010 à 2016